# Bewitched, Bothered and Bewildered
Bewitched, Bothered and Bewildered est une chanson écrite par Lorenz Hart et composée par Richard Rodgers pour la comédie musicale Pal Joey, dont la première a lieu au théâtre Ethel Barrymore de Broadway le 25 décembre 1940. Sa première interprète est Vivienne Segal dans le rôle de Vera Simpson.
C'est l'une des chansons du Great American Songbook. Elle a été reprise par de nombreux artistes.

## Interprètes
- 1940 : Vivienne Segal (Broadway)
- 1952 : Vivienne Segal (Broadway)
- 1954 : Carol Bruce (West End)
- 1963 : Viveca Lindfors (Broadway)
- 1976 : Joan Copeland (Broadway)
- 1978 : Lena Horne
- 1980 : Siân Phillips (West End)
- 1992 : Donna Murphy
- 1995 : Patti LuPone
- 2002 : Christine Andreas
- 2008 : Stockard Channing (Broadway)

## Autres reprises
- 1950 : Doris Day avec The Mellomen et l'orchestre de John Rarig sur l'album You're My Thrill et en single (no 9 du classement Billboard)
- 1950 : Mel Tormé (no 8 du classement Billboard)
- 1956 : Ella Fitzgerald sur l'album Ella Fitzgerald Sings the Rodgers & Hart Song Book
- 1957 : Anita O'Day sur l'album Anita Sings the Most
- 1958 : Sarah Vaughan sur l'album Sarah Vaughan Sings Broadway: Great Songs from Hit Shows
- 1963 : Frank Sinatra sur l'album The Concert Sinatra
- 1964 : Barbra Streisand sur l'album The Third Album
- 1990 : Carly Simon sur l'album My Romance
- 1992 : Sinéad O'Connor sur l'album Am I Not Your Girl?
- 1994 : Frank Sinatra avec Patti LaBelle sur l'album Duets II
- 2003 : Boz Scaggs sur l'album But Beautiful
- 2003 : Rod Stewart avec Cher sur l'album As Time Goes By: The Great American Songbook, Volume II et en single (no 17 du classement Adult Contemporary)
- 2006 : Rufus Wainwright sur la bande originale du film History Boys
- 2012 : Jeff Lynne sur l'album Long Wave